# 赵九方
赵九方（1963年9月—2023年8月6日）山东东平人，中国共产党及中华人民共和国官员。

## 生平
1982年12月参加工作，1986年5月加入中国共产党。中央党校在职研究生学历，高级政工师。1982年12月，在山东新汶矿务局良庄煤矿参加工作，任机电科干事。1983年6月起，在山东新汶矿务局良庄煤矿党委宣传科工作，历任干事、副科长、科长。1988年2月，任山东新汶矿务局党委秘书。此后直到1997年10月一直在该矿务局工作，1989年5月任局纪委办公室副主任。1993年3月任局纪委调研室正科级主任。1994年6月任局纪委调研室副处级主任。1996年7月任局纪委副处级纪检员。
1997年10月，任中央纪委监察部驻煤炭部纪检组监察局一室副处级纪律检查员、监察员。1999年7月，任中央纪委监察部驻国家煤炭工业局纪检组监察局一室正处级纪律检查员、监察员。2001年7月，任中央纪委监察部驻国家安全生产监督管理局纪检组监察局一室副主任。2003年6月，任中央纪委监察部驻国家安全生产监督管理局纪检组监察局一室主任。2005年7月，任中央纪委监察部驻国家安全生产监督管理总局纪检组监察局一室主任。2007年7月，任监察部驻国家安全生产监督管理总局监察局副局长。2013年2月，任中央纪委监察部驻国家安全生产监督管理总局纪检组监察局正局级纪律检查员、监察专员兼监察局副局长。2013年7月，任中央纪委监察部驻环境保护部纪检组副组长、监察局局长。2016年3月，任中央纪委驻环境保护部纪检组副组长。
2016年12月，任中国商用飞机有限责任公司党委委员、纪委书记，试用期一年（自2016年12月至2017年11月）。